# Sibiriendeutsche
Der Ausdruck Sibiriendeutsche bezeichnet Russlanddeutsche, die sich freiwillig in Sibirien ansiedelten und nicht dorthin deportiert wurden.

## 19. Jahrhundert
Im 18. Jahrhundert taten zunächst deutsche Soldaten in Sibirien Dienst für die russischen Zaren. Die Soldaten waren an verschiedenen Garnisonsorten stationiert.
Im 19. Jahrhundert siedelten Deutsche in Sibirien. Neben bäuerlicher Bevölkerung siedelten in den größeren Orten deutsche Handwerker, Händler, Unternehmer, Apotheker usw. Besonders unter Ministerpräsident Pjotr Arkadjewitsch Stolypin (1862–1911) wurden deutsche Tochterkolonien in Sibirien und Kasachstan gegründet („Stolypindeutsche“).

## 20. Jahrhundert
Ein Schwerpunkt der Ansiedlungsbewegung lag in der Region Omsk. Im Gebiet Orenburg entstanden Ansiedlungen Deutscher mit einer niederdeutschen Mundart. Im Gebiet Altai entstanden Siedlungen mit südfränkscher, nordbairischer und niederdeutscher Mundart. Wegen Landmangels in den deutschen Ansiedlungen in der Ukraine und in der Wolgaregion ließen sich viele Deutsche 1906-1910 auch im Gebiet Krasnojarsk zu beiden Seiten der Ostsibirischen Eisenbahn nieder. Nach sprachlichen Untersuchungen in den 1980er Jahren wurde dort eine oberhessische Mundart gesprochen. Durch die Landnahme deutscher Bauern stieg die Zahl der Sibiriendeutschen bis 1920 auf etwa 70.000.
Sibiriendeutsche wurden im Zweiten Weltkrieg – im Gegensatz zu anderen russlanddeutschen Gruppen – nicht deportiert. Im Gefolge des Krieges kam es zu einer Vermischung mit anderen Russlanddeutschen; dies trifft z. B. auf die russlanddeutsche Bevölkerung in der Oblast Omsk zu. Dort wohnen derzeit mehr als 100.000 Russlanddeutsche. Auch im Raum Barnaul in der Region Altai entwickelte sich ein Schwerpunkt russlanddeutscher Siedlung. Hier existiert auch ein Deutscher Nationalrajon.
Gerade Barnaul galt als eines der Zentren des Gulag in Sibirien, die russlanddeutsche Kriegsverschleppte konzentriert inhaftierte. Diese große Gruppe Strafinhaftierter, gleich welchen Alters, die als Kollaborateure der deutschen Verlierer des Krieges galten, da sie im Zuge der Säuberungsaktion durch Stalin während des Krieges nach Deutschland geflohen waren, gelten ebenfalls als Sibiriendeutsche, nur entstand deren Herkunftsorientierung durch einen gewaltsamen Hintergrund. 
Zusammen mit der großen Auswanderungswelle seit den späten 1980er Jahren ist ein bedeutender Teil der Sibiriendeutschen in die Bundesrepublik ausgesiedelt. Prominente und in Deutschland wohnende Sibiriendeutsche sind Julia Neigel, als Kind einer einst kriegsverschleppten russlanddeutschen Familie, sowie die Schlagersängerin Helene Fischer.